# ハンス＝ルドルフ・メルツ
ハンス＝ルドルフ・メルツ（ドイツ語: Hans-Rudolf Merz、1942年11月10日 - ）は、スイスの政治家。スイス自由民主党所属。2004年から連邦参事会参事として財務相を務めたが、2010年11月1日に両方とも辞職した。2009年度は連邦大統領を務めた。

## 経歴
ヘリザウ出身。かつてはボーイスカウトで、2008年7月にスイス国民ジャンボリーに出席した。1971年にザンクトガレン大学から学士号を取得、1969年から1974年までザンクト・ガレンのスイス自由民主党で党書記を務め、1977年から経営コンサルタントとして働いた。
1997年にアッペンツェル・アウサーローデン準州から全州議会（上院）議員に選出され、金融委員長と外交委員を務めた。2003年12月10日に連邦参事会に入ったが、その時にはヘルヴェティア＝パトリア保険会社とアノーヴァ・ホールディングの取締役会員、マクス・シュミダイニー財団の理事会員も務めていた。
2008年9月20日にスイス東部で心臓発作を起こし、病院に担ぎ込まれた。直ちにベルン大学病院へヘリで送られ、複数のバイパス手術を受けた。同年12月10日に翌年度の連邦大統領に選出され、同じ自由民主党所属のパスカル・クシュパンから職を引き継いだ。副大統領にはドリス・ロイトハルトが就任した。
2010年9月に牛肉の輸入に関するメルツの国会答弁がバイラルCMとなり、国際的に注目を集めた。この動画でメルツは身をよじって大笑いしているが、税関職員の書いた答弁書があまりにも官僚的であったために吹き出してしまったのだという。
結婚しており、3人の子供がいる。
- 連邦参事会のメンバー7人と連邦事務総長（2004年）。左からモーリッツ・ロイエンベルガー、サミュエル・シュミット、パスカル・クシュパン、ジョゼフ・ダイス、ミシュリン・カルミー＝レイ、クリストフ・ブロッハー、アンネマリー・フーバー＝ホッツ連邦事務総長、メルツ。
- 連邦参事会のメンバー7人と連邦事務総長（2007年）。左からドリス・ロイトハルト、クリストフ・ブロッハー、モーリッツ・ロイエンベルガー、ミシュリン・カルミー＝レイ、パスカル・クシュパン、サミュエル・シュミット、メルツ、アンネマリー・フーバー＝ホッツ連邦事務総長
- 米国のバラク・オバマ大統領夫妻と（2009年9月23日）

## 著書
- Finanz- und Verwaltungsvermögen in öffentlich-rechtlicher und wirtschaftlicher Betrachtungsweise, unter besonderer Berücksichtigung der Staatsrechnungen der Kantone. 1971
- Die aussergewöhnliche Führungspersönlichkeit: Essay über Elativität und elative Persönlichkeit. 1987. ISBN 3-7253-0297-9
- Der Landammann und weitere Erzählungen aus dem Appenzellerland 1992. ISBN 3-85882-072-5